# ジーギマンタス・ケーストゥタイティス

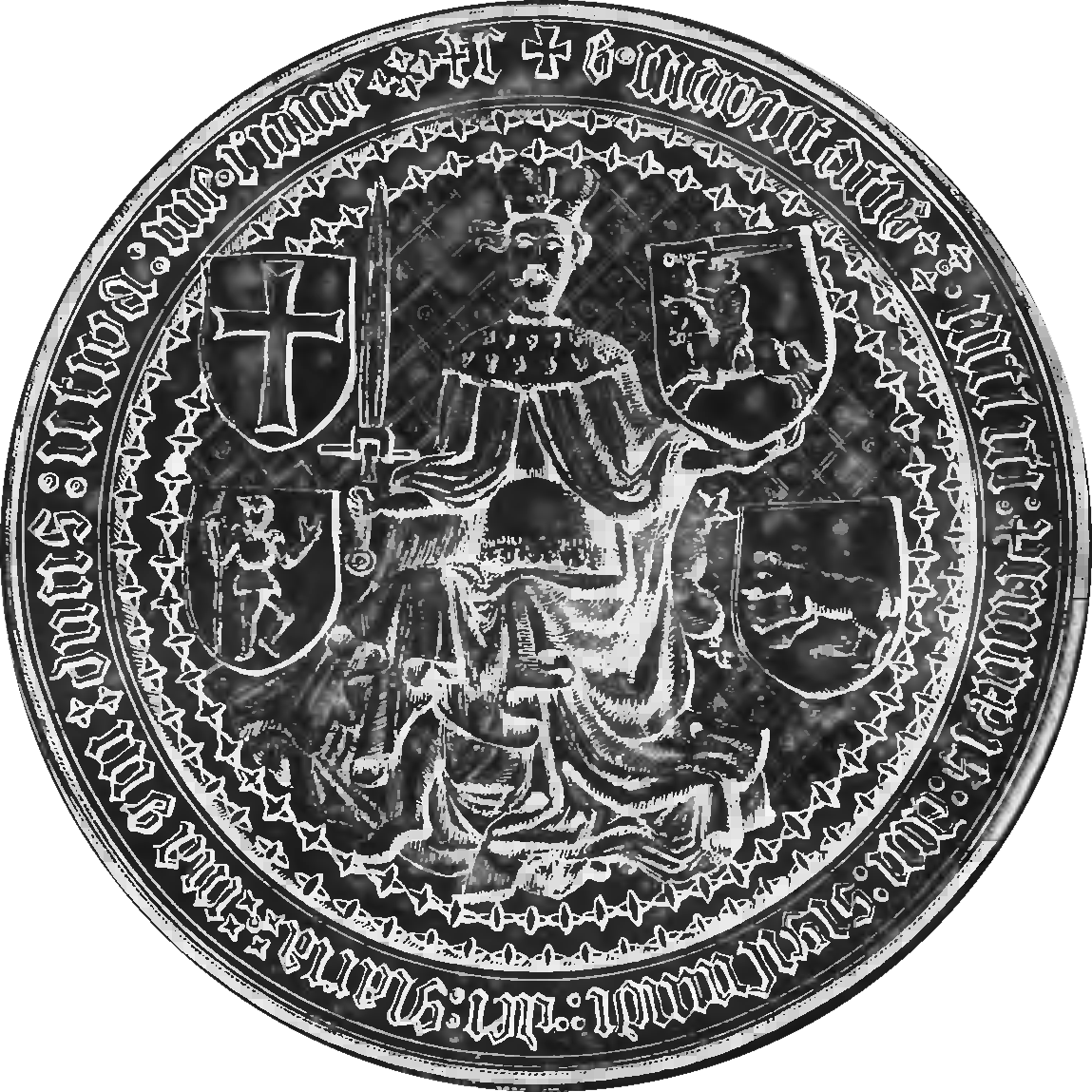
ジーギマンタスの印璽

ジーギマンタス・ケーストゥタイティス（リトアニア語: Žygimantas Kęstutaitis、1365年頃 - 1440年3月20日）は、リトアニア大公（在位：1432年 - 1440年）。ジーギマンタスは洗礼名であり異教徒名は不明。リトアニア大公ケーストゥティスとその妻ビルテの息子。

## 生涯
ケーストゥティス没後、1382年から1384年までの間、ジーギマンタスはヤガイラスの囚われ人であった。1383年にカトリック教会の洗礼を受けている。1384年に幽閉の身から脱出し、ドイツ騎士団と同盟した兄のヴィータウタスに合流した。ヴィータウタスがライバルのスキルガイラとの2度目の戦いに際してドイツ騎士団と結んだとき、ジーギマンタスは他の家族とともにドイツ騎士団の人質となり、1389年から1398年まで騎士団領に留め置かれた。解放後、ジーギマンタスは1390年から1440年までナヴァフルダク公の、1406年以降はスタロドゥーブ公の地位に就き、またヴォルスカ川の戦いとジャルギリスの戦いに参加した。ヴィータウタスの没後、従兄シュヴィトリガイラの対ポーランド戦争に参加しているが、後に貴族に説得されてシュヴィトリガイラに対する陰謀に加担した。
1432年9月1日にジーギマンタスはリトアニア大公の座についた。ジーギマンタスはヤガイラスのグロドノ合同条約に調印し、ヴォルィーニ、ポドレをポーランドへ譲渡した。一方、シュヴィトリガイラはいまだ健在であり、正教徒貴族の支持を集めていた。1434年にジーギマンタスは貴族を引き付けるために正教徒貴族にもローマ・カトリック貴族と同様の特権を発行した。ジーギマンタスはリトアニア大公は無闇に貴族を投獄したり、裁判に引き出さないと保証した。この特権はリトアニアにおける封建制の形成において重要な役割を果たした。
1435年9月1日にジーギマンタスはシュヴィトリガイラをパバイスカスの戦いで破り、シュヴィトリガイラの同盟者であったリヴォニア騎士団は大打撃を被った。これにより、リトアニアにおけるジーギマンタスの地位は格段に強まった。大公は自国とポーランドとの結びつきを弱めようと画策し、ローマ王アルブレヒト2世との反ポーランド軍事同盟締結の交渉を進めていたが、シュヴィトリガイラ派の貴族（おそらくアレクサンデル・チャルトリスキを中心とする）によって1440年3月20日、トラカイ島城で暗殺された。ジーギマンタスの息子ミーコラスが1452年に死ぬと、ケーストゥティスの男系子孫は絶えた。